# Перетягивание каната на Олимпийских играх

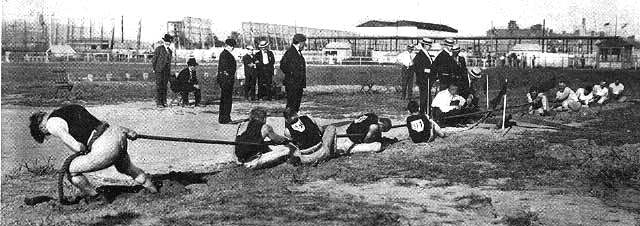
Перетягивание каната на Олимпийских играх 1904 г.

Соревнования по перетягиванию каната на летних Олимпийских играх проводились в 1900, 1904, 1908, 1912 и 1920 годах как командное мероприятие. Первоначально в соревнованиях принимали участие группы, называемые клубами. Страна могла участвовать в соревнованиях состоя более чем в одном клубе, что позволяло одной стране заработать несколько медалей. Это произошло в 1904 году, когда США выиграли все три медали, и в 1908 году, когда на подиуме были три британские команды. Швеция также была в числе лучших стран с двумя медалями (одна из которых золотая), соревнуясь в составе смешанной команды.
В то время, когда перетягивание каната было олимпийским видом спорта, оно считалось частью олимпийской программы по легкой атлетике, хотя перетягивание каната и легкая атлетика в настоящее время считаются различными видами спорта..

## Медалисты
| Олимпийские игры | Золото                          | Серебро                           | Бронза                            |
| ---------------- | ------------------------------- | --------------------------------- | --------------------------------- |
| 1900             | Смешанная команда               | Франция                           | —                                 |
| 1904             | США, Клуб атлетов Милуоки       | США, Команда Сент-Луиса № 1       | США, Команда Сент-Луиса № 2       |
| 1908             | Великобритания, Полиция Лондона | Великобритания, Полиция Ливерпуля | Великобритания, Подразделение «К» |
| 1912             | Швеция                          | Великобритания                    | —                                 |
| 1920             | Великобритания                  | Нидерланды                        | Бельгия                           |